# 蒼凛のペンデュラム
「蒼凛のペンデュラム」（そうりんのペンデュラム）は、長谷川明子の楽曲。彼女の4枚目のシングルとして2011年4月20日に5pb.Recordsから発売された。楽曲は志倉千代丸が作詞、伊藤賢治と高橋コウタによるRESONATORが作曲を手掛けた。規格品番はFVCG-1150。

## 概要
前作「I Can Fly」から約6ヶ月ぶりのリリースとなるシングル。
本曲は、Xbox 360用ゲーム『バレットソウル -弾魂-』のオープニングテーマに起用された。シューティングゲームの特徴を顕した「疾走感のある曲」で、歌詞にも「弾幕」、「光」といったシューティングゲームに因んだフレーズが散りばめられている。なおデモは発売の約1年前に貰ったという。
カップリングの「Fateful Actor」は、Xbox 360用ゲーム『ファントムブレイカー』のエンディングテーマに起用された。ジャズ調の曲に仕上がっている。
表題曲「蒼凛のペンデュラム」のMusic Videoは初アルバム「Simply Lovely」に収録。

## 収録曲
| #         | タイトル                                                                 | 作詞           | 作曲                              | 時間  |
| --------- | ------------------------------------------------------------------------ | -------------- | --------------------------------- | ----- |
| 1.        | 「蒼凛のペンデュラム」                                                   | 志倉千代丸     | RESONATOR（伊藤賢治、高橋コウタ） | 5:05  |
| 2.        | 「Fateful Actor」                                                        | オノダヒロユキ | 千葉梓                            | 4:45  |
| 3.        | 「Fateful Actor（Relieve ver.）」                                        |                |                                   |       |
| 4.        | 「蒼凛のペンデュラム（Instrumental）」                                   |                |                                   |       |
| 5.        | 「Fateful Actor（Instrumental）」                                        |                |                                   |       |
| 6.        | 「Fateful Actor（Relieve ver. Instrumental）」(曲の後に本人コメントあり) |                |                                   |       |
| 合計時間: | 合計時間:                                                                | 合計時間:      | 合計時間:                         | 33:00 |

## アルバム
| 曲名               | 収録アルバム      | 発売日        |
| ------------------ | ----------------- | ------------- |
| 蒼凛のペンデュラム | 『Simply Lovely』 | 2011年9月21日 |
| Fateful Actor      | 『Simply Lovely』 | 2011年9月21日 |